# Marcel Sökler
Marcel Sökler (* 26. März 1991 in Nagold) ist ein  deutscher Fußballspieler, der aktuell beim FC 08 Villingen bis 2026 unter Vertrag steht.

## Karriere
Schon 2003 spielte Marcel Sökler in der Jugend des VfB Stuttgart, wo er 2005 nicht mehr erwünscht war, da er zu klein und zu schwach gewesen sei.
Daraufhin wechselte er zum TuS Ergenzingen, wo er bis zur A-Jugend spielte und zugleich schon erste Einsätze im Herrenteam hatte. Schließlich wechselte er zur U19 der TSG 1899 Hoffenheim, mit der er den DFB-Pokal gegen Hertha BSC gewann. Der 1,88 m große Stürmer kam im DFB-Pokalfinale selbst in den letzten sieben Minuten zum Einsatz. Danach wurde Sökler in den U23-Regionalliga-Kader der TSG beordert, wurde von mehreren Verletzungen allerdings zurückgeworfen und kam gar nicht zum Einsatz.
Schließlich entschied Marcel Sökler sich in der Winterpause 2010/11 zu einem Wechsel zum SGV Freiberg in die Oberliga Baden-Württemberg, in der er in der Rückrunde in sieben Einsätzen ein Tor schoss. Mit dem Verein stieg er in die Verbandsliga Württemberg ab, man schaffte jedoch umgehend die Rückkehr mit dem Meisterschaftsgewinn in der Saison 2011/12, wobei Sökler in 25 Spielen auf acht Tore kam.
Im Sommer 2012 wechselte er zum 1. FC Saarbrücken, wo auch sein Bruder Sven spielte. Am ersten Spieltag der 3. Liga wurde er in der 88. Minute für seinen Bruder eingewechselt und kam somit zu seinen ersten drei Minuten in dieser Liga.
Ein Jahr später wechselte Sökler zum SV Waldhof Mannheim, für den er drei Jahre spielte. In seiner letzten Saison 2015/16 wurde er mit dem SV Waldhof Meister der Regionalliga Südwest, Mannheim scheiterte jedoch in den Aufstiegsspielen zur 3. Liga an Sportfreunde Lotte. Sökler verließ im Sommer den SV Waldhof und kehrte zu seinem ehemaligen Klub SGV Freiberg zurück. Den aus der Oberliga abgestiegenen Verein führte er mit 20 Saisontoren zur Verbandsligameisterschaft und zum direkten Wiederaufstieg. In der Oberliga Baden-Württemberg erreichte er mit dem Aufsteiger den dritten Platz. In dieser Saison 2017/18 wurde er mit 29 Saisontoren Torschützenkönig.
Zur Saison 2019/20 wechselte Sökler zur zweiten Mannschaft des VfB Stuttgart und erreichte in der ersten Saison den Aufstieg in die Regionalliga Südwest. In der darauffolgenden Saison konnte dort die Klasse gehalten werden. Im Sommer 2021 kehrte er zum SGV Freiberg zurück und hatte mit 30 Saisontoren, hinter seinem Mannschaftskameraden Marco Grüttner (33 Tore) die zweitmeisten der Spielklasse, entscheidenden Anteil an der Oberliga-Meisterschaft und dem damit verbundenen Aufstieg des Klubs in die Regionalliga Südwest. Im Sommer 2023 wechselte er zum Oberligisten FC 08 Villingen.

## Privates
Sein älterer Bruder Sven ist ebenfalls Fußballspieler und war in der Saison 2012/13 mit ihm beim 1. FC Saarbrücken aktiv.